# ريان وودز
ريان وودز (بالإنجليزية: Ryan Woods)‏ (16 مايو 1988 في المملكة المتحدة - ) هو لاعب كرة قدم بريطاني في مركز الوسط. لعب مع FC London ‏ وكارشالتون أثلتيك.

## وصلات خارجية
- ريان وودز على موقع قاعدة بيانات كرة القدم.إي يو (الإنجليزية)